# Danbury (Karolina Północna)
Danbury – miasto w Stanach Zjednoczonych, w stanie Karolina Północna, siedziba administracyjna hrabstwa Stokes.